# Lac Anengué
Le lac Anengué est un lac du Gabon.

## Géographie
Situé à 5 mètres au-dessus du niveau de la mer dans la province de l'Ogooué-Maritime, dans la partie ouest du pays, à 170 km au sud de Libreville, il s'étend sur 56 kilomètres carrés (18,8 km dans le nord-sud et 20,8 km en direction est-ouest). Dans ses environs poussent essentiellement des feuillus persistants. 
Le lac contient quatre îles principales : Saganié, Evingué, Arouvé et Aloupou. Il est alimenté par deux cours d'eau, le Ngoubou et l'Olimbé et possède deux caps, les pointes Claires et Odimba.